# Odontoptila acuta
Odontoptila acuta là một loài bướm đêm trong họ Geometridae.